# Dżubb al-Chafi
Dżubb al-Chafi (arab. جب الخفي) – wieś w Syrii, w muhafazie Aleppo. W 2004 roku liczyła 102 mieszkańców.